# Luise Henriette de Nassau
Contesa Luise (sau Louise) Henriette de Orania-Nassau (n. 27 noiembrie 1627, Haga, Comitatul Olanda, Provinciile Unite – d. 18 iunie 1667, Old Cölln⁠(d), Berlin, Brandenburg-Prusia) a fost o prințesă din Casa Nassau, elector de Brandenburg și prima soție a Marelui Elector Frederic Wilhelm.

## Biografie
Luise Henriette, născută prințesă de Orania-Nassau, a fost fiica cea mai mare a prințului și guvernatorului Olandei Friedrich Heinrich de Orania și a soției sale Amalia de Solms-Braunfels, cea din urma fiind domnișoară de curte a Elisabetei de Bohemia.
La vârsta de 19 ani, Luise Henriette s-a căsătorit cu electorul Friedrich Wilhelm din Brandenburg, care a devenit ulterior cunoscut drept „Marele Elector”. Friedrich Wilhelm a avut o ședere îndelungată în patria lui Luise Henriette și știa despre poziția privilegiată a oranienilor, cea mai bogată și influentă familie dintr-o Olandă progresivă. Prin căsătoria cu prințesa, principele spera să câștige lupta politică pentru Pomerania.

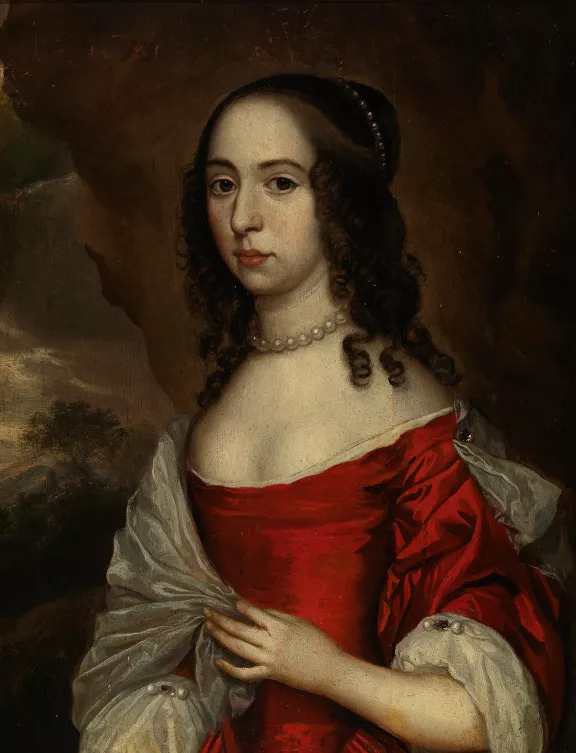
Prințesa Luise Henriette de Orania, tablou atribuit lui Johannes Mytens

În cei aproape 21 de ani în care Luise Henriette a fost elector de Brandenburg, ea a făcut numeroase călătorii la Haga, Königsberg, Berlin și Kleve, și-a urmat soțul în campaniile Războaielor Nordice la Varșovia și în Iutlanda daneză. Ea l-a însoțit și la partide de vânătoare și călătorii lungi prin posesiile ei din Brandenburg.
Luise Henriette a suferit mai multe avorturi spontane și a născut șase copii, dintre care doar trei fii au trăit până după moartea ei: prințul elector Carol (1655-1674), Frederic (1657-1713) și Ludwig (1666-1687). Frederic a fost singurul care rămăsese în viață după moartea tatălui, astfel acesta a moștenit averea lui și a devenit ulterior primul rege al Prusiei.
Pentru soțul său, Luise Henriette a fost „un pragmatic consilier politic”. Ea a promovat reconcilierea cu Polonia și, prin corespondența sa cu regina poloneză Luisa Maria Gonzaga, a contribuit la trecerea Brandenburgului de partea Poloniei în Războiul Nordic, consecință a cărui fapt a fost recunoașterea suveranității electorilor de Brandenburg față de Ducatul Prusiei.
În 1650, Friedrich Wilhelm i-a dăruit soției un teren pe malul râului Spree în afara Berlinului, în locul viitorului Castel Monbijou. Aici Luise Henriette a construit o fermă după modelul olandez și a plantat primii cartofi din landul Brandenburg. Tot atunci, electorul i-a oferit biroul Bötzow la nord de Berlin. Acolo, ea a dispus construirea unui castel în stil olandez în locul celui existent ascanian. Arhitectul noii construcții a fost Johann Gregor Memhardt. Clădirea a fost mai târziu transformată de Joachim al II-lea Hector, Elector de Brandenburg, într-o casă de vânătoare, devenită Palatul Oranienburg în 1652.
În 1663, sub auspiciile lui Luise Henriette a înființată prima sală de porțelan din Europa, în Oranienburg. Doi ani mai târziu, și-a îndeplinit promisiunea de a construi un orfelinat cu ocazia nașterii fiului său Carol; noul orfelinat adăpostea 24 de copii. Ea a participat personal la amenajarea și dotarea instituției.
La 9 mai 1667, familia și-a luat rămas bun de la Luise Henriette, care era grav bolnavă de tuberculoză. Ea a murit câteva săptămâni mai târziu la Berlin-Cölln. A fost înhumată în cripta Catedralei din Berlin.

## Moștenire

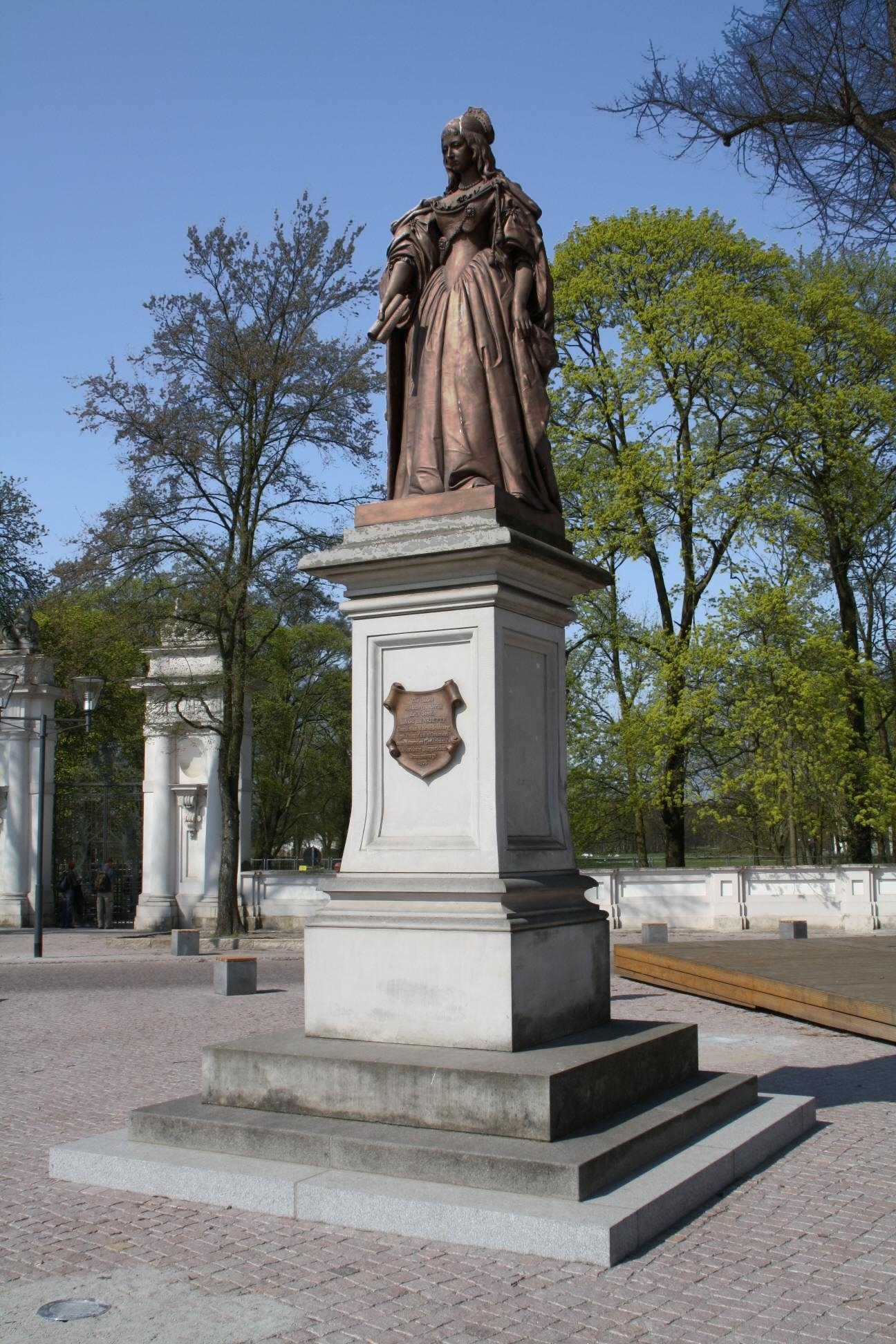
Monument în Oranienburg; pe piedestal este instalată „scrisoarea de mulțumire” a cetățenilor din Oranienburg

La 18 iunie 1858, când se împlineau 191 de ani de la moartea ei, sculptorul Friedrich Wilhelm Wolff (1816-1887) i-a dedicat un monument în piața Palatului Oranienburg. Ea mai este înfățișată și pe un monument în Henriettenplatz (Piața Henrietta) din Berlin-Wilmersdorf (Halensee). În 1988 a fost inaugurat un zid decorativ cu portretul ei în parcul Castelului Glienicke. Originalul acestui tablou din 1647 se află acum în Casa Doorn, locul de exil al fostului împărat german Wilhelm al II-lea al Germaniei.
În capitala Germaniei, numele prințesei mai este purtat de un gimnaziu și o stradă. În memoria ei a fost numită biserica Luise-Henrietta de la mănăstirea Lehnin.
În 1899, Richard George scria despre Luise Henriette și căsătoria ei următoarele:
„O femeie de evlavie interioară, adevărată bunătate, blândețe cu desăvârșire feminină și pe deasupra înțelegătoare. Sfaturile ei au fost indispensabile electorului în toate problemele guvernamentale, iar căsătoria fericită a cuplului electoral a devenit un model pentru întreaga țară. Luise Henriette a lucrat neobosit oriunde a fost nevoie să fie atenuat necazul și vindecate rănile pe care le-a provocat războiul. De activitatea ei a beneficiat în special orașul Bötzow, care a primit numele de Oranienburg în onoarea ei și în care amintirea Luisei Henriette trăiește până în prezent cu binecuvântare.”